# Əkoostik hookah
Gli əkoostik hookah (pronuncia "Acoustic Hookah") sono un gruppo musicale statunitense di Columbus (Ohio), formatosi nel 1991.
Il loro genere musicale può considerarsi un misto di improvvisazioni che variano fra  il Psychedelic rock, il Blues, il Funky, il Jazz ed il Bluegrass, questo a partire da brani dotati di una spiccata ricercatezza per le linee melodiche. Gli əkoostik hookah possono considerarsi a tutti gli effetti una "jam band".
Dal 1994, con cadenza biennale, la band conduce l'”Hookaville”, un festival musicale della durata di due giorni che si tiene generalmente a Legend Valley a Thornville in Ohio oppure al Frontier Ranch a Kinkersville sempre in Ohio.

Questo happening musicale permette agli artisti che vi partecipano massima libertà espressiva ed esecutiva e negli anni ha visto una crescita costante di interesse della critica e del pubblico tanto da essere da molti considerato il miglior festival musicale del Midwest.
Sul palco dell'"Hookaville" si sono esibiti artisti come Ratdog, David Crosby, Arlo Guthrie, David Grisman, Dickey Betts, Jazz Mandolin Project, The David Nelson Band, Willie Nelson, The Wailers, P-Funk, Robert Randolph, Little Feat, Ralph Stanley, Ricky Skaggs, Blues Traveler, Yonder Mountain String Band, Leftover Salmon e molti altri.
La band ha effettuato molti tour nazionali negli Stati Uniti e diversi concerti all'estero come ad Amsterdam nel 2003 ed in Giamaica nel 1999, 2002 e 2006.. Durante la carriera il gruppo ha condiviso il palco con le più famose "jam band" in circolazione e con artisti come Willie Nelson, Arlo Guthrie, Bob Weir e Bruce Hornsby.

## Componenti
- Dave Katz – voce/tastiere/chitarra acustica (fondatore ed attualmente in formazione)
- Steve Sweney – Chitarra solista (fondatore ed attualmente in formazione)
- Eric Lanese – batteria/voce (in formazione dal 1993 ad oggi)
- Phil Risko - basso/voce (attualmente in formazione dal gennaio 2010)
- Eric Sargent - voce/chitarra (attualmente in formazione dall'Aprile 2010)
- John Mullins - voce/chitarra Ritmica (fondatore e in formazione fino al 1996, e poi dal 2006 al 2010)
- Cliff Starbuck - basso/voce (fondatore ed in formazione fino al 2009)
- Ed McGee - chitarra/voce (dal 1996 al 2005)
- Johnny Polansky - percussioni/batteria (dal 2000 al 2005)
- Steve Frye (aka "Octofrye") - batteria (fondatore ed in formazione fino al 1993)
- Donald Safranek - percussioni (dal 1992 al 1994)

## Discografia
- Under Full Sail (1991)
- Dubbabuddah (1994)
- Double Live (1996)
- Where the Fields Grow Green (1997)
- Sharp In the Flats (1999)
- Seahorse (2001)
- Ohio Grown (2002)
- Under Full Sail: It All Comes Together (2007)

## Filmografia
- Spring Hookahville (2004)
- New Year's Eve (2005)
- Live at the Newport (2007)